# パン (衛星)
パン (Saturn XVIII Pan) は、土星の第18衛星である。土星の環のA環にあるエンケの間隙の中を公転している。羊飼い衛星の一つであり、環の粒子に影響を与えてエンケの空隙を形作っている。

## 存在の予測と発見
エンケの空隙の中に衛星が存在することは、Jeffrey N. Cuzzi と Jeffrey D. Scargle が1985年の論文の中で予測していた。この予測は、空隙の縁に重力的な擾乱の存在を示唆する波模様が発見されたことに基づいている。1986年にはマーク・R・ショーアルターによって、重力的な影響のモデル化から空隙内に存在するであろう衛星の軌道と質量が推定された。この研究によると、衛星の軌道長半径は 133,603 ± 10 km、質量は土星の (5-10) ×10−12 倍と推定され、また空隙内には衛星は1つしか存在しないことが示唆された。なお実際のパンの軌道長半径との差はわずか 19 km、質量は土星の 8.6 ×10−12 倍であり、この推定は非常に正確なものであった。
その後ショーアルターによって、1990年に衛星は予測された位置の 1° 以内に発見された。ショーアルターは1981年にボイジャー2号が土星をフライバイした際に撮られた写真を解析し、また各写真において衛星が十分に理想的な状態で見えるかどうかをコンピュータを用いて予測することで、写真の中に衛星が写っているのを発見した。最終的に、ボイジャー2号が撮影した写真のうち11枚に衛星が写っているのが発見された。

## 名称
衛星の発見は1990年7月16日に国際天文学連合のサーキュラーで公開され、仮符号として S/1981 S 13 が与えられた。仮符号の数値が1981なのは、発見に用いられた写真が撮影されたのが1981年だからである。
正式にパンと命名されたのは1991年9月16日で、これはギリシア神話の牧神パーンに由来する。牧神パーンは羊飼いと羊の群れを監視する神であり、この衛星が羊飼い衛星としての役割を持つことになぞらえた命名である。また命名と同時に Saturn XVIII という確定番号が与えられた。

## 軌道
土星からの平均距離は 133,584 km で、長らく最も内側を公転する土星の衛星であったが、現在はS/2009 S 1にその座を明け渡している。
パンはA環にエンケの空隙を形成しており、空隙の幅は 325 kmである。

## 特徴

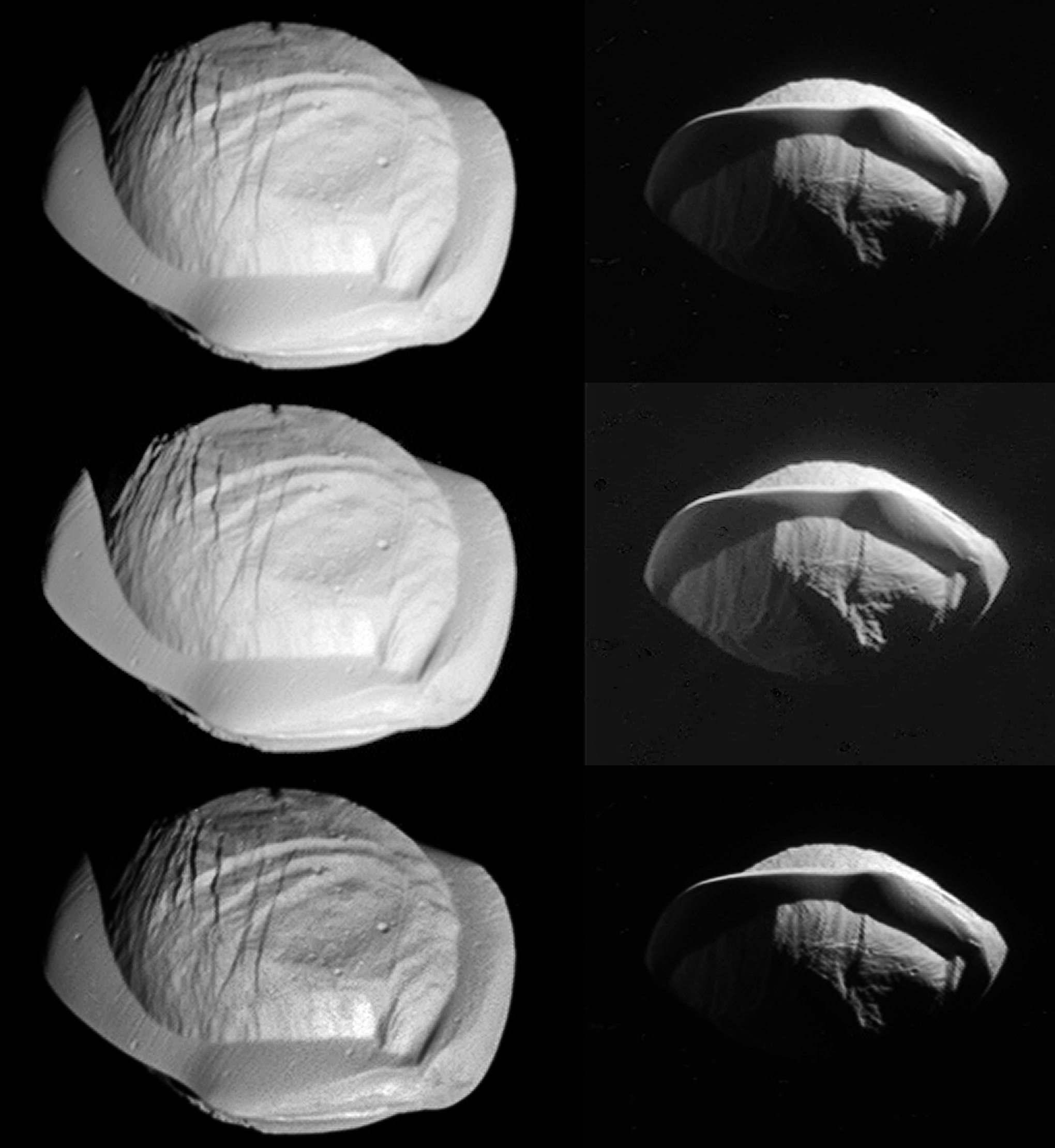

パンの平均半径は14.1 kmだが、平べったい形状をしているため三軸径はそれぞれ異なる。
カッシーニの2度にわたる観測により、パンは赤道付近が薄く広がった鍔のような形状を持つ、空飛ぶ円盤のような形状であることがわかっている。カッシーニのミッションの最終段階では土星の近距離を公転する軌道に入ったため、土星の環やその中にある衛星を近距離から観測する機会が増えた。カッシーニによるパンの観測もその一環で行われたものである。カッシーニに携わる研究者たちは、パンの形状を「クルミ型 (walnut-shaped)」と表現した。この特徴的な形状はパンと土星の環の物質の作用が関連しており、周囲の微粒子が赤道面上に降り積もることで形成されていると考えられている。報道では、エンパナーダやラビオリの形状に喩えるものもあった。

## 環との関係
先述の通り、羊飼い衛星であるパンはA環の中に存在してエンケの空隙を形成しており、環に大きな影響を及ぼしている。
エンケの空隙は完全に何も存在しないわけではなく、リングレット (ringlet) と呼ばれる細い環状の構造がパンの軌道と同じ位置に存在することが分かっている。このリングレットは馬蹄形軌道にある粒子の集まりからなっており、パンの影響によって形成・維持されている。二つめのリングレットはパンによって周期的に破壊されており、これはF環がプロメテウスによって擾乱を受ける機構と類似している。